# Reserva Extrativista Guariba-Roosevelt
A Reserva Extrativista Guariba-Roosevelt é uma reserva extrativista no estado de Mato Grosso, Brasil. Uma pequena população tradicional vive da pesca, da caça, da agricultura de pequena escala e da venda de produtos florestais, como nozes, no local. A reserva está sob intensa pressão pela exploração madeireira ilegal e da apropriação de terras.

## Localização
A Reserva Extrativista Guariba-Roosevelt possui uma área de 164 224 hectares (410 000 acre(s)s) em partes dos municípios mato-grossenses de Colniza (75%), Aripuanã (22%) e Rondolândia (3%). O parque tem um contorno altamente irregular que lembra uma letra A maiúscula. Situa-se ao sul do Parque Estadual do Guariba, no Amazonas. O Rio Roosevelt forma seu limite oeste e o Rio Guariba forma o limite leste da parte norte da reserva. Ambos os rios nascem no planalto dos Parecis. A rodovia MT-418, que segue para oeste até se tornar a rodovia RO-205 em Rondônia, atravessa a parte sul da reserva.

## Ambiente
O local é a única reserva extrativista estadual de Mato Grosso e um dos últimos redutos do extrativismo tradicional. Está principalmente no bioma Amazônia, com clima tropical quente subúmido. A fauna inclui a onça-pintada, anta, jacaré-preto, jaguatirica, macaco-prego, tatu-de-seis-galinhas, paca, cutia e aves como andorinha-das-torres, milhafre-de-cauda-andorinha, tinamu solitário e gaivotas. Os produtos extrativos incluem nozes e borracha, e a caça e pesca comunitária. A reserva está ameaçada pela extração ilegal de madeira e pela caça furtiva.
A reserva é a última fronteira do desmatamento em Mato Grosso. Os madeireiros ilegais destroem o meio ambiente e também colocam em risco a vida dos moradores tradicionais e dos índios isolados que vivem na fronteira da unidade. Em outubro de 2015, funcionários públicos prenderam seis pessoas em flagrante delito de abate ilegal de árvores e processamento da madeira. Eles apreenderam um trator de grande porte, 80 toras e uma motocicleta, além de procurarem outros dois veículos utilizados na retirada de produtos florestais. A infraestrutura construída pelos criminosos inclui duas pontes de madeira. Em 2016, cerca de 300 pessoas de uma comunidade tradicional única viviam na área. Sua presença foi importante para proteger as tribos indígenas que viviam ao lado da reserva e manter a biodiversidade em uma área onde uma nova espécie de macaco havia sido descoberta recentemente.

## História
A Reserva Extrativista Guariba-Roosevelt tem um histórico complexo de decretos dos governadores de Mato Grosso, leis do legislativo mato-grossense e ordens judiciais. A reserva foi criada pelo decreto 952, de 19 de junho de 1996, de responsabilidade da Coordenadoria de Unidades de Conservação de Mato Grosso. A Lei 7.164, de 23 de agosto de 1999, recriou a reserva com área de cerca de 57 630 hectares (140 000 acre(s)s).
A unidade de conservação é apoiada pelo Programa Áreas Protegidas da Região Amazônica. A Lei 8.680, de 13 de julho de 2007, ampliou a Estação Ecológica Rio Roosevelt em mais de 43 168 hectares (110 000 acre(s)s) e ampliou a Reserva Extrativista Guariba-Roosevelt em mais de 80 462 hectares (200 000 acre(s)s), conferindo à reserva uma área de cerca de 138 092 hectares (340 000 acre(s)s) . Essa expansão visou compensar os assentamentos nos municípios de Terra Nova do Norte e Nova Guarita na área das “4 Reservas”. O conselho deliberativo foi criado em 20 de outubro de 2009, e o plano de aproveitamento foi aprovado em 9 de março de 2011.
Em 19 de abril de 2013, a lei 8.680 de 2007 foi revogada pelo juiz Alexandre Mendes Sócrates, que afirmou que a reserva extrativista estava ocupada ilegalmente por posseiros, tinha pouquíssima proteção ambiental, logo seria tão devastada quanto a área das “4 Reservas” e, portanto, não poderia será considerada uma compensação pela liquidação de “4 Reservas”. Uma reserva extrativista pretendia apoiar o manejo sustentável das populações tradicionais. A Lei 10.261, de 22 de janeiro de 2015, revogou a Lei 8.680, de 2007. A lei determinou que a área total original das duas unidades de conservação, 110 630 hectares (270 000 acre(s)s), serviria para substituir a área das “4 Reservas”.
O Decreto 59, de 13 de abril de 2015, ampliou a área da reserva extrativista para um total de cerca de 164 224 hectares (410 000 acre(s)s), com perímetro de 654,74 quilômetros (406,84 mi). Houve discussões contínuas sobre os limites da reserva no comitê legislativo durante 2015. Em março de 2016 a assembleia legislativa aprovou a manutenção da área da reserva extrativista por quatro votos. O coordenador das unidades de conservação destacou a importância da reserva, que enfrenta grilagem e extração ilegal de madeira, dizendo que a redução da área recompensaria quem está tentando obter posse de terras públicas.